# 小行星5712
小行星5712（英語：5712 Funke）是一颗围绕太阳公转的小行星。1979年9月25日，安東寧·姆爾科斯在克列特发现了此天体。
这颗小行星的绝对星等为129.57025等。